# NGC 7278
NGC 7278 је спирална галаксија у сазвежђу Тукан која се налази на NGC листи објеката дубоког неба.
Деклинација објекта је - 60° 10' 10" а ректасцензија 22h 28m 22,6s. Привидна величина (магнитуда) објекта NGC 7278 износи 14,5 а фотографска магнитуда 15,2. NGC 7278 је још познат и под ознакама ESO 146-27, PGC 68940.